# Грейсон Перрі
Грейсон Перрі (англ. Grayson Perry; нар. 1960) — англійський сучасний художник, письменник і телеведучий. Він відомий своїми керамічними вазами, гобеленами і переодяганням, а також своїми спостереженнями за сценою сучасного мистецтва, а також аналізом британських «забобонів, моди та недоліків».
Став відомим завдяки вазам, мають класичні форми та оформлені в яскравих тонах, що зображують предмети, що суперечать їх привабливому вигляду. У його творчості є сильний автобіографічний елемент, у якому часто з'являються образи Перрі як «Клер», його жіноче альтер-его, і «Алан Кір», його дитячого плюшевого ведмедика.
Зняв низку документальних телевізійних програм та куратор виставок. Він опублікував дві автобіографії «Грейсон Перрі: портрет художника як молодої дівчини» (2007) і «Походження людини» (2016), написав та проілюстрував графічний роман «Цикл насильства» (2012), написав книгу про мистецтво «Гра в Галерею» (2014) та опублікував свої ілюстровані «Скечбуки» (2016). Вийшли різноманітні книги, що описують його творчість. У 2013 році він читав лекції BBC Reith Lectures.
Перрі мав персональні виставки в Bonnefantenmuseum, Stedelijk Museum Amsterdam, Barbican Center, Британському музеї і Serpentine Gallery в Лондоні, Arnolfini в Брістолі, Музеї Енді Уорхола в Піттсбурзі, та Музей сучасного мистецтва 21-го століття, Канадзава, Японія. Його роботи зберігаються в постійних колекціях Британської Ради та Ради мистецтв, Ради ремесел, Stedelijk Museum Amsterdam, Tate та Музею Вікторії та Альберта, Лондон.
У 2003 році отримав премію Тернера. У нього взяли інтерв'ю про перемогу в «Сім днів у світі мистецтва» Сари Торнтона. У 2008 році він зайняв 32-е місце в списку «100 найвпливовіших людей британської культури» за версією The Daily Telegraph.

## Особисте життя

### Раннє життя та освіта
Народився у сім'ї робітника, Перрі було чотири роки, коли його батько Том пішов з дому, виявивши, що його мати Джин мала роман з молочником, за якого вона пізніше вийшла заміж і який, як стверджував Перрі, був жорстоким. Згодом він провів нещасливе дитинство, живучи між своїми батьками, і створив фантастичний світ навколо свого плюшевого ведмедика, щоб впоратися зі своїм почуттям тривоги. Він вважає, що ранній досвід людини є важливим у формуванні її естетики та сексуальності.
Після заохочення свого вчителя мистецтва Перрі вирішив вивчати мистецтво. З 1978 по 1979 рік він проходив мистецький курс у коледжі додаткової освіти Брейнтрі. Він провів короткий період свого шкільного життя в граматичній школі короля Едуарда VI в Челмсфорді (KEGS), але в основному навчався на ступінь бакалавра образотворчого мистецтва в Портсмутському коледжі мистецтва та дизайну (нині Портсмутський університет), який закінчив у 1982 році. Цікавився кіно, і в 1980 році виставив свій перший глиняний виріб на виставці New Contemporaries в Інституті сучасного мистецтва в Лондоні. Протягом кількох місяців після закінчення школи він приєднався до The Neo Naturists, групи, заснованої Крістін Бінні, щоб відродити «справжній дух шістдесятих, який передбачає жити більш-менш голим і час від часу демонструвати це». Вони влаштовують заходи в галереях та інших місцях. У цей час Перрі жив у сквотах у центрі Лондона.
Коли він виїхав до Портсмута в 1979 році, його вітчим сказав йому: «Не повертайся». Перрі був далеко від матері; коли вона померла в 2016 році, він не був на її похороні.

### Сучасність
Станом на 2010 рік він живе на півночі Лондона зі своєю дружиною, письменницею та психотерапевтом Філіппою Перрі. У них є дочка Флоренс, 1992 р.н.
У 2007 році Перрі керував виставкою мистецтва ув'язнених і колишніх злочинців під назвою «Інсайдерське мистецтво» в Інституті сучасного мистецтва, представлену благодійною організацією Koestler Trust, яка пропагує мистецтво як реабілітацію у в'язницях, установах для молодих правопорушників та безпечних психіатричних відділеннях. Він описав твори мистецтва як «сирі і тим більш потужні для цього». У 2011 році він повернувся до щорічної виставки Koestler Trust, що цього разу проходила в лондонському центрі Саутбенк, і оцінив переможців у номінації «Мистецтво злочинців» разом із Уіллом Селфом та Еммою Бріджвотер.

### Перевдягання
З раннього дитинства він любив одягатися в жіночий одяг і в підлітковому віці зрозумів, що він трансвестит. У віці 15 років він переїхав до родини свого батька в Челмсфорд, де почав виходити, одягнений як жінка. Коли його виявив батько, то наказав це припинити. Перрі повернувся до матері й вітчима в Грейт-Бардфілд в Ессексі.

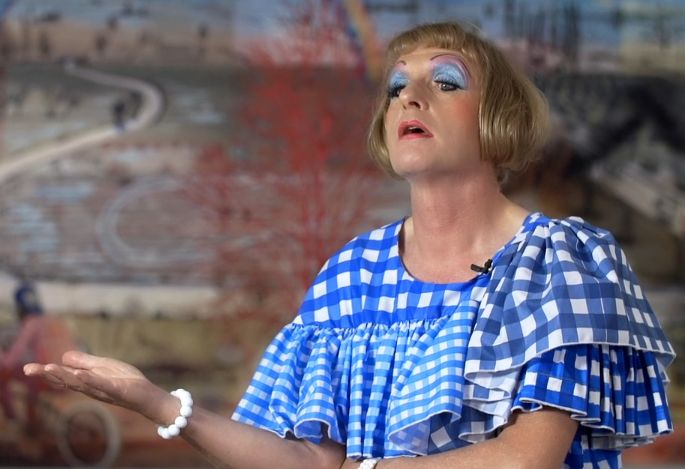
Перрі одягнений як Клер, рекламуючи виставку 2017 року

## Робота
Крім кераміки, Перрі працював у гравюрі, малюванні, вишивці та інших текстильних роботах, кіно та перформансі. Він написав графічний роман «Цикл насильства».

### Кераміка
Музей Stedelijk Amsterdam влаштував персональну виставку його робіт у 2002 році «Gerrilla Tactics». Частково за цю роботу він був удостоєний премії Тернера в 2003 році, вперше її вручили художнику-керамісту.
Роботи Перрі посилаються на декілька керамічних традицій, включаючи грецьку кераміку та народне мистецтво. Перрі заперечує ідею, неявну в ремісничій традиції, про те, що кераміка є лише декоративною або утилітарною і не може висловлювати ідеї.

### Гобелени

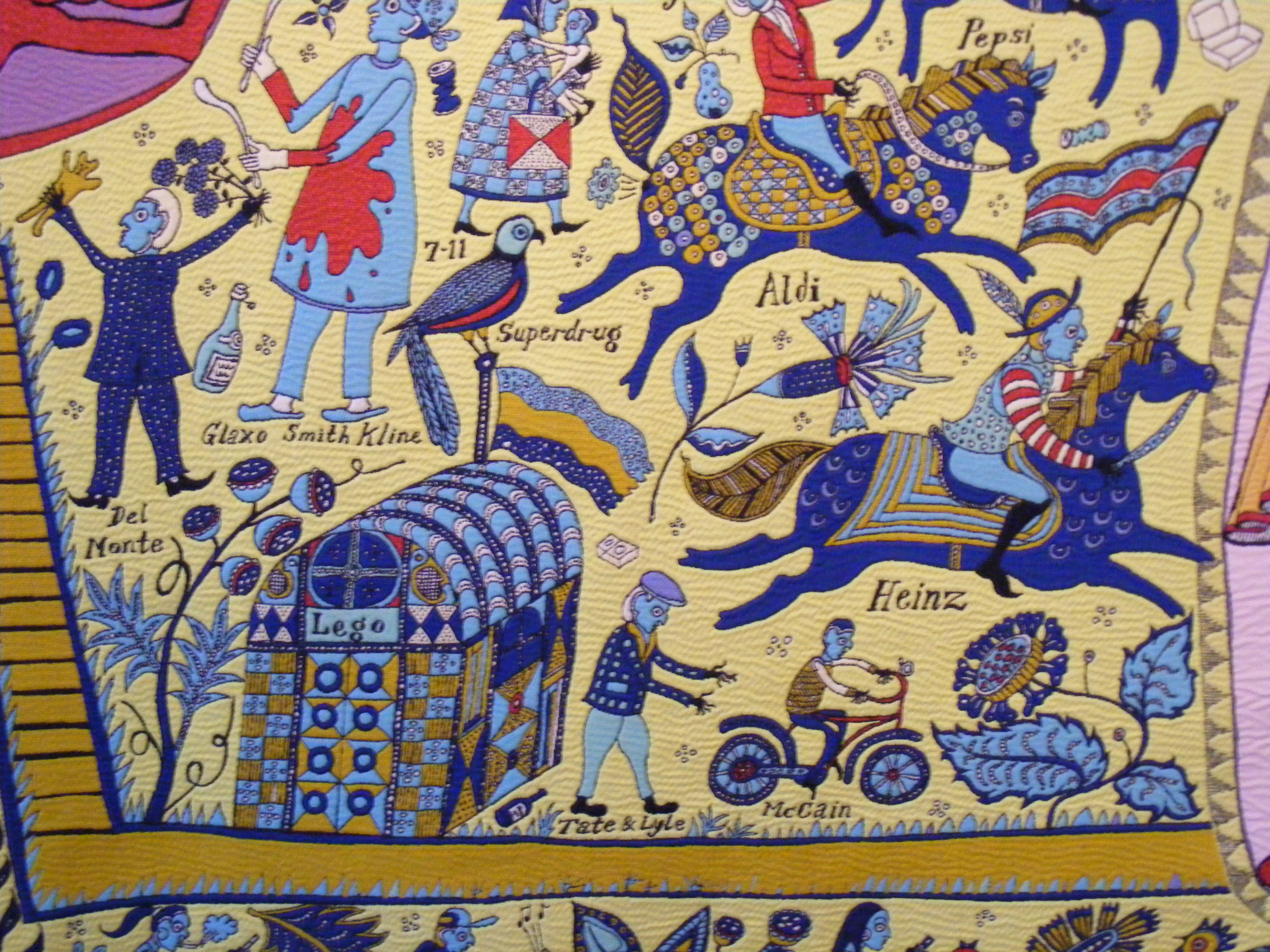
гобелен Уолтемстоу

У 2009 році Перрі створив гобелен Уолтемстоу розміром 15×3 м. Великий тканий гобелен носить сотні назв брендів, що оточують великі фігури на етапах життя від народження до смерті.

У телевізійному документальному серіалі 2012 року «Все в найкращому смаку» з Грейсоном Перрі, про класові «смакові» традиції та те, як він виготовляв великі гобелени під назвою «Марнославство малих відмінностей». Їхній формат був натхненний твором Вільяма Гоґарта A Rake's Progress. Про гобелени Перрі каже:
Марнославство маленьких відмінностей складається з шести гобеленів, які розповідають історію Тіма Рейквелла. Деякі з персонажів Перрі зустрів під час зйомок «Все на найкращому смаку». Гобелени розповідають історію мобільності класу. Перрі вважає, що ніщо так сильно не впливає на наш естетичний смак, як соціальний клас, у якому ми виростаємо.
Ескізи були зроблені за допомогою Adobe Photoshop для оформлення готових зображень, а гобелени виткали на сучасному ткацькому верстаті.
У 2017 році гобелени Перрі виставлялися в Києві на виставці у ІЗОЛЯЦІЇ за підтримки Британська Рада в Україні.